# オーリカ大陸
オーリカ大陸（アウリカ大陸、おーりかたいりく、英: Aurica）とは、プレートテクトニクスにおいて、現在より約2億年後までに地球に出現する可能性があると考えられている超大陸の一つである。オーリカ大陸の仮説は潮汐の強さと超大陸の形成サイクルを関連付けたアメリカ地球物理学連合の研究に続き、ジオロジカル・マガジンの学者によって作成された。

## 概要
仮説によると、大西洋と太平洋の両方が閉じ、新しい海が両方に取って代わるとされる。デュアルテらは、ユーラシア大陸の中央部でインドから北極まで続く新たな裂け目が生まれ、ユーラシア大陸を2つに分断した後、そこから新しい海が生まれるという仮説を立てている。
仮説においてはオーストラリア大陸と南極大陸は北向きに移動し続け、分断されたユーラシア大陸の東側の陸地と南北アメリカ大陸と衝突し、太平洋は閉じるとされる。また、分断されたユーラシア大陸の西側の陸地とアフリカ大陸は南北アメリカ大陸の反対側の岸と衝突し、大西洋も閉じていくとされる。

## 別のシナリオ
地史学者のロナルド・ブレイキーは、次の 1,500 万年から 8,500 万年のプレートテクトニクスによる大陸移動では、超大陸の形成は行われず、かなり落ち着いて予測をする事が可能であると述べている。さらに彼は「地質学的記録は予想外の変化に満ちており、未来の予測を『推測に頼ったものにしている』」と彼は警告している。
2007年10月のニュー・サイエンティスト誌の記事では、「アメイジア大陸」と「パンゲア・ウルティマ大陸」、「ノヴォパンゲア大陸」の3つの仮説上の超大陸が描かれている。